# Ralph Bakshi
Ralph Bakshi (29 de outubro de 1938) é um animador americano. Ele é bem conhecido por ter feito a primeira adaptação do livro O Senhor dos Anéis como desenho animado, muitos anos antes do filme famoso, bem como Cool World (conhecido no Brasil como "O mundo proibido"), filme que mistura personagens animados e atores reais. Em 1972 realizou a primeira animação para adultos chamada Fritz the Cat (baseada no personagem de Robert Crumb) e criou novas séries de TV para Supermouse.

## Origem
Ralph Bakshi nasceu em outubro de 1938. Ele cresceu no Brooklyn e foi para a "High School of Industrial Art". Depois de graduado foi trabalhar no "Terry Toons Animation Studio" em New Rochelle, colorindo acetatos. Logo chegou ao cargo de animador, animando alguns dos principais personagens, como Super Mouse (Mighty Mouse), Faísca e Fumaça (Heckle and Jeckle), entre outros. Aos 25 anos se tornou Diretor Criativo dos estúdios CBS, onde criou e escreveu "The Might Heroes".

## Carreira
Em 1967 a "Paramount Cartoon Studios" o chamou para produzir e dirigir filmes de longa metragens como "Marvin Digs", "Mini Squirts", "Super Basher and Bop", "Fiendish Five". Dali foi para "Fritz, the Cat", que foi escrito e dirigido por ele em 1971.
A partir daí Bakshi dirigiu vários longa-metragens como "Heavy Traffic" (1973), "Street Fight" (1975) e "Wizards" (1977).
Em 1978 Ralph Bakshi dirigiu "Lord of the Rings", uma história adaptada do épico clássico de J.R.R. Tolkien. Usando técnicas de rotoscopia, que era um método usado por Disney e Max Fleischer para animar personagens ultra-realistas.
Em 1981 ele lança "American Pop", onde aborda a evolução da música popular americana incluindo músicas de George Gershwin, Dave Brunbeck, Herbie Han, Bob Dylan, The Doors, Velvet Underground, Jimi Hendrix, entre outros.
Seguiram-se "Hey Good Lookin" (1981) e "Fire and Ice" (1983), feito em parceria com Frank Frazetta, renomado ilustrador de cenas fantásticas, que conta a história de um herói da selva que salva uma linda princesa das garras das criaturas do gelo. "Cool World" de 1991, que mistura animação com live-action, no qual trabalharam Kim Basinger e Brad Pitt.
Através de sátiras e comentários políticos Ralph Bakshi abriu caminho para a animação com temas adultos.

## Filmografia

### Longas-metragens
- Fritz The Cat, 1972
- Heavy Traffic, 1973
- Streetfight, 1975
- Wizards, 1977
- Lord of the Rings, 1978
- American Pop, 1981
- Hey Good Lookin, 1981
- Fire and Ice, 1983
- Spicy City, 1987
- Flocking Day Of Fritz The Cat, 1990
- Cool World, 1992
- Fievel Abortion, 1993
- Cool And The Crazy, 1994
- CoolCrap, 1996
- Heavy Traffic 2, 1999
- Apple Party, 2002
- American Pop 2, 2005
- Malcom And Melvin, 2008
- Chips Party, 2011
- Popcorn Party, 2013
- Sausage Party, 2016
- Anti-Bullying!, 2019

## Datas de Lançamento e Classificações
| Titulo                | Data do Lançamento      | Distribuição                    | Classificação (Classind) |
| --------------------- | ----------------------- | ------------------------------- | ------------------------ |
| Fritz the Cat         | 12 de Abril de 1972     | Cinemation Industries           | 18                       |
| Heavy Traffic         | 8 De Agosto de 1973     | American International Pictures | 16                       |
| Coonskin              | 20 De Agosto de 1975    | Bryanston Distributing Company  | 16                       |
| Wizards               | 9 de Fevereiro de 1977  | 20th Century Fox                | 12                       |
| The Lord of the Rings | 15 de Novembro de 1978  | United Artists \|10             | 12                       |
| American Pop          | 13 de Fevereiro de 1981 | Columbia Pictures               | 14                       |
| Hey Good Lookin'      | 1 De Outubro de 1982    | Warner Bros. Pictures \|16      | 14                       |
| Fire and Ice          | 26 De Agosto De 1983    | 20th Century Fox                | 12                       |
| Cool World            | 10 De Julho De 1992     | Paramount Pictures              | 14                       |

### Televisão
- The Mighty Heroes (série de TV) (1966)

- The Amazing Spider Man (série animada de TV) (1966)
- Mighty Mouse: The New Adventures (série de TV) (1987) (também escreveu)
- Christmas in Tattertown (especial de TV) (1988) (também escreveu)
- This Ain't Bebop (live action) (1989) (também escreveu)
- Hound Town (1989) (TV)
- Dr. Seuss' The Butter Battle Book (1989) (especial de TV)
- Cool and the Crazy (TV movie, live action) (1994) (também escreveu)
- Malcom and Melvin (1997) (também escreveu)
- Babe, He Calls Me (1997) (também escreveu)
- Spicy City (série de TV) (1997)

#### Homenagem emRen & Stimpy Adult Party Cartoon
Em 2003, John K. lançou um episódio intitulado "Fire dogs 2". Nele, ele usa o nome do cartunista para um personagem bombeiro, onde lá está escrito "The World's greatest Cartoonist". John K. chegou a trabalhar com Ralph Bakshi ainda nos anos 80 no desenho Mighty Mouse e os dois chegaram a dar entrevistas.  